# بور (صربستان)

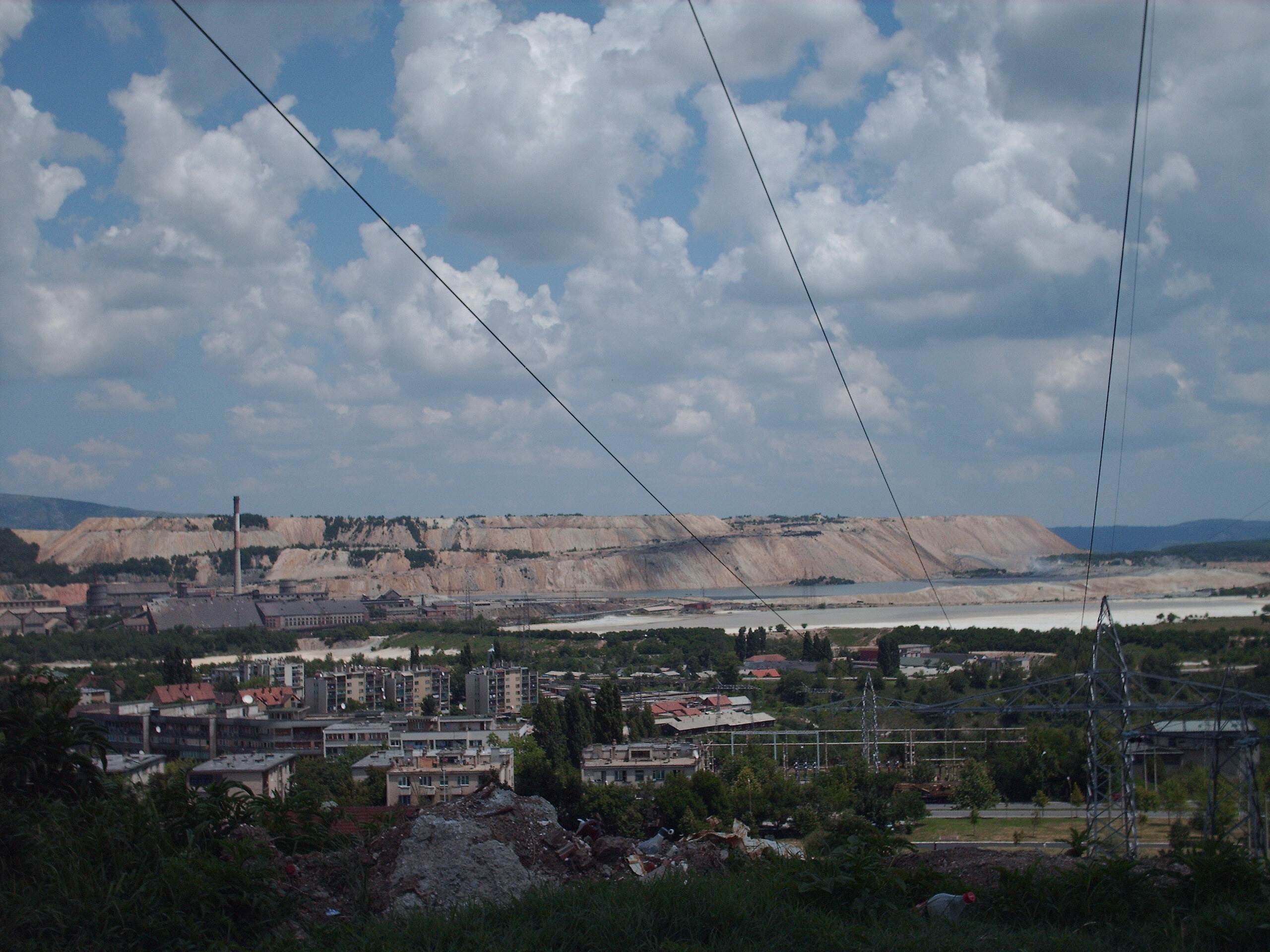
نمایی از بور، شهری در استان زنتراصربین، کشور صربستان - ۲۰۰۶

بور (به صربی: Бор) شهری در استان زنتراصربین کشور صربستان است که جمعیت آن در سال ۲۰۰۶ میلادی ۳۸٫۸۴۲ نفر بوده‌است.